# Röjtjärnen, Lappland
Röjtjärnen är en sjö i Arvidsjaurs kommun i Lappland och ingår i Byskeälvens huvudavrinningsområde. Röjtjärnen ligger i Byskeälven Natura 2000-område.